# 1978年臺灣省鄉鎮市民代表暨村里長選舉
1978年臺灣省鄉鎮市民代表暨村里長選舉，即臺灣省第十一屆鄉鎮市民代表暨村里長選舉，於1978年6月17日舉行投票，選出中華民國臺灣省313個鄉、鎮及縣轄市的3,793位鄉、鎮、市民代表，以及6,436個村里的村里長。全體當選人於1978年8月1日宣誓就職。

## 選舉概況

### 鄉鎮市民代表
鄉鎮市民代表選舉的選舉人數為6,378,074人:176，共有6,470位候選人角逐3,794個席次。選舉劃分為1,145個選區，其中205個選區、544位候選人為同額競選。

### 村里長
村里長選舉的選舉人數為7,525,127人，臺灣省全省6,458個村里中有22個村里的村里長任期尚未屆滿、有5個村里改為遴派、有4個村延後至7月17日選舉，因此有6,427個村里如期於6月17日舉行村里長選舉:195–196，有11,439名候選人，其中2,985個村里為同額競選。全省設置7,800餘個投開票所，於6月17日上午7時起至下午4時止舉行投票，隨即進行開票。

#### 未改選村里
雖然臺灣省政府希望村里長選舉的屆別劃一，但下列縣市有部分村里在上屆選舉時未於公告中註明縮短任期，因此村里長法定的四年任期尚未屆滿，未進行改選。
- 花蓮縣：1個村
- 臺南市：6個里
- 高雄市：4個里

#### 遴派村里
下列5個村里經兩次受理申請登記皆無人登記候選，依規定將在各該村里中遴選，提經村里民大會通過，改予遴聘為村里長。

| - 南投縣南投鎮千秋里 - 臺南縣麻豆鎮寮廓里 - 臺南縣學甲鎮新芳里 | - 澎湖縣湖西鄉北寮村 - 澎湖縣湖西鄉龍門村 |

#### 延後選舉選區
下列4個村里因有村里長候選人死亡，或唯一候選人的的資格審查不合，應辦理第二次受理申請登記，並延後至7月17日辦理選舉。

| - 嘉義縣嘉義市自治里：候選人死亡 - 嘉義縣太保鄉安仁村：候選人資格撤銷 | - 高雄縣小港鄉鳳林村：候選人資格撤銷 - 屏東縣里港鄉大平村：候選人死亡 |

## 選舉結果

### 鄉鎮市民代表
鄉鎮市民代表選舉的投票率為69.63%，選出3,793位鄉鎮市民代表:176。
同額選舉依法令規定，候選人所得票數應超過各該選舉區應選名額除該選舉區公民總數所得商數的五分之一者為當選。新竹縣芎林鄉第三選舉區候選人劉世熾、屏東縣潮州鎮第一選舉區候選人林月女皆因未達最低票數而落選，落選的鄉鎮市民代表將不再辦理補選。

#### 重行選舉選區
南投縣草屯鎮四德村有村長候選人於選舉完畢後遷出戶籍致當選無效，於7月17日另辦改選。

#### 同票抽籤選區
各選舉區中共有12位候選人得票數相同，須於6月19日以抽籤方式決定當選人。

### 村里長
村里長選舉的投票率為66.41%，選出6,427位村里長:196。

### 鄉鎮市民代表會正副主席選舉
中國國民黨於選後曾計劃提名鄉鎮市民代表會正副主席候選人，但最後決定仍維持慣例，不提名正副主席。
1978年8月1日，除了5個鄉、鎮、市民代表會因法定人數不足無法成立大會外，其餘308個代表會的代表互相選出正、副主席，其中有283位主席、257位副主席為中國國民黨籍。臺中縣大甲鎮、雲林縣古坑鄉、口湖鄉、屏東縣萬丹鄉的4個鄉鎮代表會於8月3日選出正副主席，桃園縣觀音鄉民代表會則定於8月12日選出正副主席。

## 備註
1. ↑  中央選舉委員會歷次選舉摘要記載：選出3,757名鄉鎮市民代表[1]。